# Jeffery Simmons
Jeffery Bernard Simmons Jr. (* 28. Juli 1997 in La Salle Parish, Louisiana) ist ein US-amerikanischer American-Football-Spieler auf der Position des Defensive Ends. Aktuell spielt er für die Tennessee Titans in der National Football League (NFL).

## Frühe Jahre
Simmons wuchs im US-Bundesstaat Mississippi auf und besuchte die Noxubee County High School in Macon, Mississippi. Dort war er in der Footballmannschaft aktiv und galt als einer der besten Spieler seines Jahrgangs. So konnte er mit seinem Team zweimal die MHSAA Class 4A State Championship gewinnen, in seinem letzten Jahr konnte er persönlich außerdem 105 Tackles sowie 18,5 Sacks verzeichnen. Nach seinem Highschoolabschluss erhielt er ein Stipendium der Mississippi State University in Starkville, Mississippi. Für seine Universität war er von 2016 bis 2018 ebenfalls in der Footballmannschaft aktiv. In dieser Zeit kam er in 38 Spielen zum Einsatz und konnte dabei 163 Tackles und 7 Sacks erzielen. Aufgrund dieser starken Leistungen wurde er 2017 und 2018 ins First-Team All-SEC gewählt. 2018 erhielt er zusätzlich die Conerly Trophy als bester Collegefootballspieler des Staates Mississippi. Daneben konnte er mit seinem Team 2016 den St. Petersburg Bowl sowie 2017 den TaxSlayer Bowl gewinnen.

## NFL
Beim NFL Draft 2019 wurde Simmons in der 1. Runde an 19. Stelle von den Tennessee Titans ausgewählt. Allerdings verzögerte sich sein NFL-Debüt etwas, da er sich in der spielfreien Zeit das Kreuzband gerissen hatte. So stand er zu Saisonbeginn auf der Injured/Reserve Liste, wurde aber schließlich am 19. Oktober 2019 in den Kader der Titans berufen. So gab er sein Debüt am 7. Spieltag der Saison 2019 beim 23:20-Sieg gegen die Los Angeles Chargers. Bei diesem Spiel konnte er direkt vier Tackles sowie einen Sack an Quarterback Philip Rivers verzeichnen. Daraufhin stand er am 8. Spieltag beim 27:23-Sieg gegen die Tampa Bay Buccaneers erstmals in der Startformation der Titans. Auch in den nächsten Spielen kam er regelmäßig als Starter zum Einsatz. So kam er in seiner Rookie-Saison insgesamt in 9 Spielen zum Einsatz, davon in sieben als Starter, und konnte 32 Tackles sowie 2 Sacks verzeichnen. Da die Titans in dieser Saison 9 Spiele gewannen und nur 7 verloren, konnten sie sich für die Playoffs qualifizieren. Dort gab Simmons in der 1. Runde beim 20:13-Sieg gegen die New England Patriots sein Debüt, bei dem er einen Tackle verzeichnete. Beim darauffolgenden 28:12-Sieg gegen die Baltimore Ravens kam er erneut zum Einsatz und konnte einen Fumble recovern. Schließlich schieden die Titans im folgenden AFC Championship Game gegen die Kansas City Chiefs mit 24:35 aus.
In der Saison 2020 entwickelte sich Simmons zum Stammspieler der Titans. Er kam in jedem Spiel als Starter zum Einsatz und verpasste lediglich den 42:16-Sieg gegen die Buffalo Bills am 5. Spieltag, da er auf der Reserve/Covid-19 Liste stand. Am 9. Spieltag konnte er beim 24:17-Sieg gegen die Chicago Bears einen Fumble von David Montgomery erzwingen, den sein Teamkollege Desmond King in einen Touchdown umwandelte. Daraufhin wurde er zum AFC Defensive Player of the Week ernannt. Am 13. Spieltag konnte er bei der 35:41-Niederlage gegen die Cleveland Browns insgesamt 7 Tackles erzielen, was bis dato sein Karrierebestwert ist. Auch in der Saison 2020 konnten sich die Titans für die Playoffs qualifizieren, diesmal sogar mit 11 Siegen als Gewinner der AFC South. So kam Simmons in der 1. Runde bei der 13:20-Niederlage gegen die Baltimore Ravens erstmals als Starter in der Postseason zum Einsatz. Dabei erzielte er drei Tackles.
Seinen endgültigen Durchbruch schaffte er in der Saison 2021. Bereits beim ersten Spiel der Saison, einer 13:38-Niederlage gegen die Arizona Cardinals, konnte Simmons fünf Tackles sowie einen Sack an Kyler Murray verzeichnen. Sein wohl bestes Saisonspiel hatte er am 9. Spieltag beim 28:16-Sieg gegen den späteren Super-Bowl-Sieger, die Los Angeles Rams: In diesem Spiel konnte er insgesamt sechs Tackles sowie drei Sacks an Quarterback Matthew Stafford verzeichnen. Auch in der folgenden Woche gelangen ihm beim 23:21-Sieg gegen die New Orleans Saints zwei Sacks. Insgesamt konnte er so die Regular Season mit 54 Tackles sowie 8,5 Sacks beenden. Für diese guten Leistungen wurde er auch am Ende der Saison ins Second-Team All-Pro sowie in den Pro Bowl gewählt, beides zum ersten Mal in seiner Karriere. Außerdem konnte er mit seinem Team erneut die AFC South gewinnen und in die Playoffs einziehen. Dort schieden sie jedoch direkt in ihrem ersten Spiel mit 16:19 gegen die Cincinnati Bengals aus, Simmons jedoch konnte mit 8 Tackles und drei Sacks ein sehr gutes Spiel abliefern.
Vor der Saison 2022 verlängerten die Titans seinen Vertrag um ein weiteres Jahr. Direkt beim ersten Spiel der Saison 2022 konnte er bei der 20:21-Niederlage gegen die New York Giants zwei Sacks an Quarterback Daniel Jones verzeichnen. Dazu gelangen ihm sechs Tackles und er konnte einen Fumble erzwingen. Beim 21:17-Sieg gegen die Washington Commanders am fünften Spieltag konnte er 1,5 Sacks an deren Quarterback Carson Wentz verzeichnen. Am 15. Spieltag konnte er bei der 14:17-Niederlage gegen die Los Angeles Chargers sieben Tackles verzeichnen und somit seinen Karrierehöchstwert aus dem Jahr 2020 egalisieren. Daneben gelang ihm ein Sack an Quarterback Justin Herbert. Insgesamt beendete er die Regular Season mit 54 Tackles und 7,5 Sacks. Somit erreichte er die zweitmeisten Sacks in seinem Team nach Denico Autry. Wie schon im Vorjahr wurde er nach der Saison ins Second-Team All-Pro sowie in den Pro Bowl gewählt.
Vor der Saison 2023 erhielt er einen neuen Vertrag über vier weitere Jahre bei den Titans.

## Karrierestatistiken
| Legende | Legende             |
| ------- | ------------------- |
| Fett    | Karrierehöchstwerte |

### Regular Season
| Saison                             | Team             | Spiele | Spiele  | Tackles | Tackles | Tackles | Tackles | Interceptions | Interceptions | Interceptions | Interceptions | Interceptions | Interceptions | Fumbles | Fumbles | Fumbles |
| Saison                             | Team             | Gesamt | Starter | Gesamt  | Solo    | Assist  | Sack    | PD            | Int           | Yards         | Avg           | Lang          | TD            | FF      | FR      | TD      |
| ---------------------------------- | ---------------- | ------ | ------- | ------- | ------- | ------- | ------- | ------------- | ------------- | ------------- | ------------- | ------------- | ------------- | ------- | ------- | ------- |
| 2019                               | Titans           | 9      | 7       | 32      | 18      | 14      | 2,0     | 1             | 0             | 0             | 0,0           | 0             | 0             | 0       | 0       | 0       |
| 2020                               | Titans           | 15     | 15      | 49      | 24      | 25      | 3,0     | 5             | 0             | 0             | 0,0           | 0             | 0             | 1       | 3       | 0       |
| 2021                               | Titans           | 17     | 17      | 54      | 42      | 12      | 8,5     | 6             | 0             | 0             | 0,0           | 0             | 0             | 0       | 0       | 0       |
| 2022                               | Titans           | 15     | 15      | 54      | 25      | 29      | 7,5     | 7             | 0             | 0             | 0,0           | 0             | 0             | 1       | 0       | 0       |
| 2023                               | Titans           | 12     | 12      | 44      | 30      | 14      | 5,5     | 1             | 0             | 0             | 0,0           | 0             | 0             | 1       | 0       | 0       |
| 2024                               | Titans           | 16     | 16      | 76      | 41      | 35      | 5,0     | 4             | 0             | 0             | 0,0           | 0             | 0             | 2       | 0       | 0       |
| Gesamte Karriere                   | Gesamte Karriere | 84     | 82      | 309     | 180     | 129     | 31,5    | 24            | 0             | 0             | 0,0           | 0             | 0             | 5       | 3       | 0       |
| Quelle: pro-football-reference.com |                  |        |         |         |         |         |         |               |               |               |               |               |               |         |         |         |

### Postseason
| Saison                             | Team             | Spiele | Spiele  | Tackles | Tackles | Tackles | Tackles | Interceptions | Interceptions | Interceptions | Interceptions | Interceptions | Interceptions | Fumbles | Fumbles | Fumbles |
| Saison                             | Team             | Gesamt | Starter | Gesamt  | Solo    | Assist  | Sack    | PD            | Int           | Yards         | Avg           | Lang          | TD            | FF      | FR      | TD      |
| ---------------------------------- | ---------------- | ------ | ------- | ------- | ------- | ------- | ------- | ------------- | ------------- | ------------- | ------------- | ------------- | ------------- | ------- | ------- | ------- |
| 2019                               | Titans           | 3      | 0       | 3       | 1       | 2       | 0,0     | 0             | 0             | 0             | 0,0           | 0             | 0             | 0       | 1       | 0       |
| 2020                               | Titans           | 1      | 1       | 3       | 2       | 1       | 0,0     | 0             | 0             | 0             | 0,0           | 0             | 0             | 0       | 0       | 0       |
| 2021                               | Titans           | 1      | 1       | 8       | 7       | 1       | 3,0     | 0             | 0             | 0             | 0,0           | 0             | 0             | 0       | 0       | 0       |
| Gesamte Karriere                   | Gesamte Karriere | 5      | 2       | 14      | 10      | 4       | 3,0     | 0             | 0             | 0             | 0,0           | 0             | 0             | 0       | 1       | 0       |
| Quelle: pro-football-reference.com |                  |        |         |         |         |         |         |               |               |               |               |               |               |         |         |         |